# IPad (10-го поколения)
iPad (10-го поколения) — планшетный компьютер, спроектированный, разработанный и продаваемый корпорацией Apple. Является преемником iPad (9-го поколения), и был анонсирован 18 октября 2022 года в специальном пресс-релизе на сайте Apple, не проводя отдельной презентации. Предзаказы стартовали в тот же день, и планшет поступил в продажу 26 октября 2022 года.
Значительные обновления планшета по сравнению с его предшественником включают в себя увеличенный с 10,2 до 10,9 дюймов с технологией Liquid Retina, процессор Apple A14 Bionic, поддержку сетей 5G, порт USB Type-C вместо Lightning, поддержку клавиатуры Magic Keyboard Folio, а также улучшенную камеру и динамики.

## Дизайн
iPad десятого поколения доступен в четырех цветах: серебристом, розовом, синем и желтом. Это первый бюджетный iPad без кнопки «Домой». iPad десятого поколения переработан по сравнению с iPad девятого поколения, что больше напоминает конфигурацию iPad Air. Устройство имеет дизайн с более плоскими краями, чтобы соответствовать более дорогим iPad того времени. Кнопка «Домой» удалена, вместо нее Touch ID находится в кнопке питания, как в iPad Air и iPad mini.

### Аппаратное обеспечение
В iPad десятого поколения используется система A14 Bionic на чипе, ранее использовавшаяся в iPad Air четвертого поколения и iPhone 12 в 2020 году. Чип имеет 6-ядерный процессор, 4-ядерный графический процессор и 16-ядерный процессор, а также нейронный двигатель.
Как и iPad Air, он оснащен 10,9-дюймовым дисплеем Liquid Retina с разрешением 2360 на 1640 пикселей и разрешением 3,8 миллиона пикселей. Дисплей имеет True Tone и яркость 500 нит.
iPad десятого поколения оснащен модернизированной задней камерой с разрешением 12 мегапикселей, первой в iPad более низкого уровня, с диафрагмой ƒ / 1,8, Smart HDR 3 и поддержкой записи видео 4K. Фронтальная камера теперь расположена с правой стороны дисплея, а не сверху, впервые для любого iPad. Пейзажная 12-мегапиксельная сверхширокоугольная камера поддерживает Center Stage, как и предыдущее поколение.

### Связь
iPad десятого поколения заряжается и подключается через порт USB-C, в отличие от iPad девятого поколения, который подключался через порт Lightning. Все модели поддерживают беспроводную связь Bluetooth 5.2 и Wi-Fi 6 (802.11ax). Модели сотовой связи поддерживают сети 5G с частотой менее 6 ГГц и максимальной скоростью до 3,5 Гбит/с в идеальных условиях.

### Аксессуары
В отличие от iPad mini и iPad Air, iPad десятого поколения не поддерживает сопряжение или зарядку Apple Pencil второго поколения. Apple Pencil первого поколения по-прежнему поддерживается, но для сопряжения и зарядки требуется адаптер. Этот адаптер входил в комплект поставки Apple Pencil первого поколения вскоре после выпуска iPad десятого поколения.
iPad десятого поколения представляет Magic Keyboard Folio, поскольку он несовместим с существующими Magic Keyboard и Smart Keyboard Folio. Magic Keyboard Folio, как и Magic Keyboard для iPad, имеет встроенный трекпад с защитой спереди и сзади. Однако, в отличие от Magic Keyboard, разработанной для iPad Air и iPad Pro, Magic Keyboard Folio отсоединяется от задней крышки и может использоваться в качестве регулируемой подставки, а также включает 14-клавишный функциональный ряд с кнопкой блокировки, аналогичная Magic Keyboard для iMac 2021 года.

## Прием
iPad десятого поколения получил неоднозначные отзывы критиков. iPad критиковали за отсутствие разъема для наушников, более высокую цену, чем у его предшественника, воздушную прослойку дисплея, и отсутствие поддержки Apple Pencil 2-го поколения. Критики хвалили iPad за его новый дизайн, время автономной работы и высокую производительность.
MacStories говорит, что это дает «смешанные сигналы». CNET назвал его «превосходным», но «большинство людей могут его пропустить».